# Comuna Carcaliu, Tulcea
Carcaliu (în rusă Камень, transliterat: Kamen) este o comună în județul Tulcea, Dobrogea, România, formată numai din satul de reședință cu același nume.

## Demografie
Componența etnică a comunei Carcaliu
     Ruși lipoveni (47,61%)
     Români (39,09%)
     Alte etnii (0,23%)
     Necunoscută (13,06%)
Componența confesională a comunei Carcaliu
     Creștini de rit vechi (71,68%)
     Ortodocși (14,7%)
     Alte religii (0,42%)
     Necunoscută (13,2%)
Conform recensământului efectuat în 2021, populația comunei Carcaliu se ridică la 2.136 de locuitori, în scădere față de recensământul anterior din 2011, când fuseseră înregistrați 2.457 de locuitori. Cei mai mulți locuitori sunt ruși lipoveni (47,61%), cu o minoritate de români (39,09%), iar pentru 13,06% nu se cunoaște apartenența etnică. Din punct de vedere confesional, majoritatea locuitorilor sunt creștini de rit vechi (71,68%), cu o minoritate de ortodocși (14,7%), iar pentru 13,2% nu se cunoaște apartenența confesională.

## Politică și administrație
Comuna Carcaliu este administrată de un primar și un consiliu local compus din 11 consilieri. Primarul, Grigore-Grișa Panait[*], de la Partidul Național Liberal, este în funcție din 1 noiembrie 2024. Începând cu alegerile locale din 2024, consiliul local are următoarea componență pe partide politice:
|  | Partid                                   | Consilieri | Componența Consiliului | Componența Consiliului | Componența Consiliului | Componența Consiliului |
|  | ---------------------------------------- | ---------- | ---------------------- | ---------------------- | ---------------------- | ---------------------- |
|  | Partidul Social Democrat                 | 4          |                        |                        |                        |                        |
|  | Partidul Național Liberal                | 4          |                        |                        |                        |                        |
|  | Comunitatea Rușilor Lipoveni din România | 2          |                        |                        |                        |                        |
|  | Alianța pentru Unirea Românilor          | 1          |                        |                        |                        |                        |

## Personalități născute aici
- Gheorghe Andriev (n. 1968), canoist;
- Silviu Feodor (n. 1973), politician.